# Rudolf Bauer (lekkoatleta)
Rezső („Rudolf”) Ignác Boldizsár Bauer (ur. 2 stycznia 1879 w Budapeszcie, zm. 9 listopada 1932 w Sósér) – węgierski lekkoatleta, specjalista rzutu dyskiem.

## Kariera

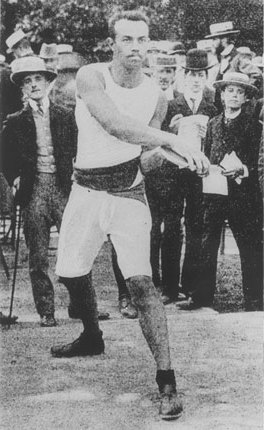
Rudolf Bauer (1900)

Jego największym osiągnięciem jest złoty medal olimpijski w rzucie dyskiem na igrzyskach olimpijskich w 1900 w Paryżu. Zwyciężył wynikiem 36,04 m, osiągniętym podczas eliminacji. W finale nikt nie rzucił dalej i zgodnie z ówczesnym regulaminem zwycięzcą został Bauer.